# Eero Arnio
Eero Aarnio (Helsinki, Finnország, 1932. július 21. –) finn belsőépítész, aki az 1960-as években vált ismertté, főleg műanyag - és műszálas székekre vonatkozó terveiről.  

## Magánélete
1956 óta házasságban él Pirkko Aarnioval. Gyermekük Rea Aarnio-Gibson.

## Életpályája
1954 és 1957 között Helsinkiben az Aalto Egyetemre járt. Ezt követően Helsinkiben az iparművészeti főiskola hallgatója volt. 
Az 1960-as években készített több bútorterve is  világhírűvé vált. Ezek közé tartozik a gömbölyű  Ball Chair.

## Képgaléria

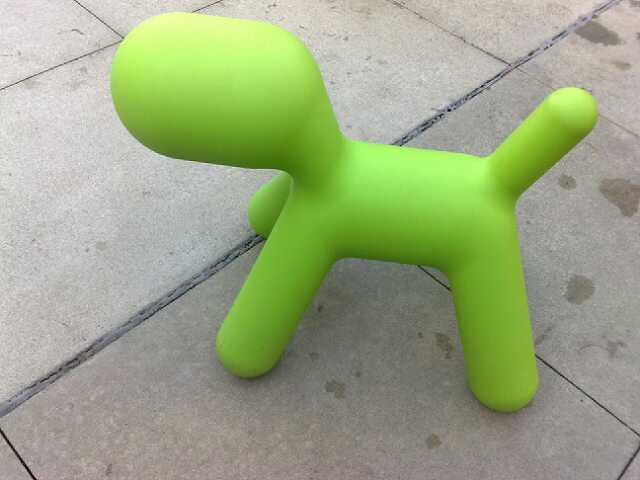
Eero Aarnio kölyökkutya alakú játékszere a 2008-as Googleplex kiállításon
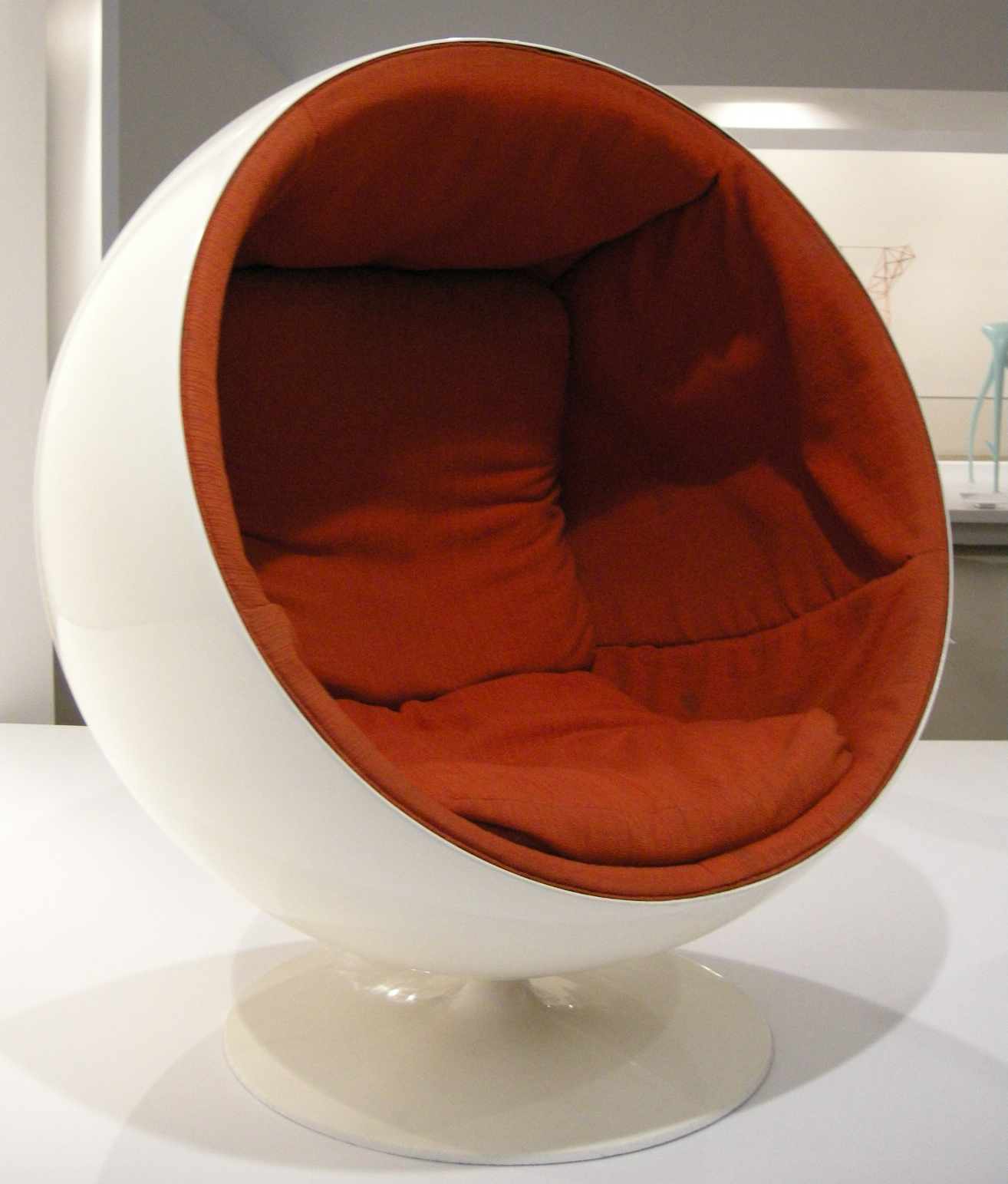
Ball Chair (1963 - 1965)
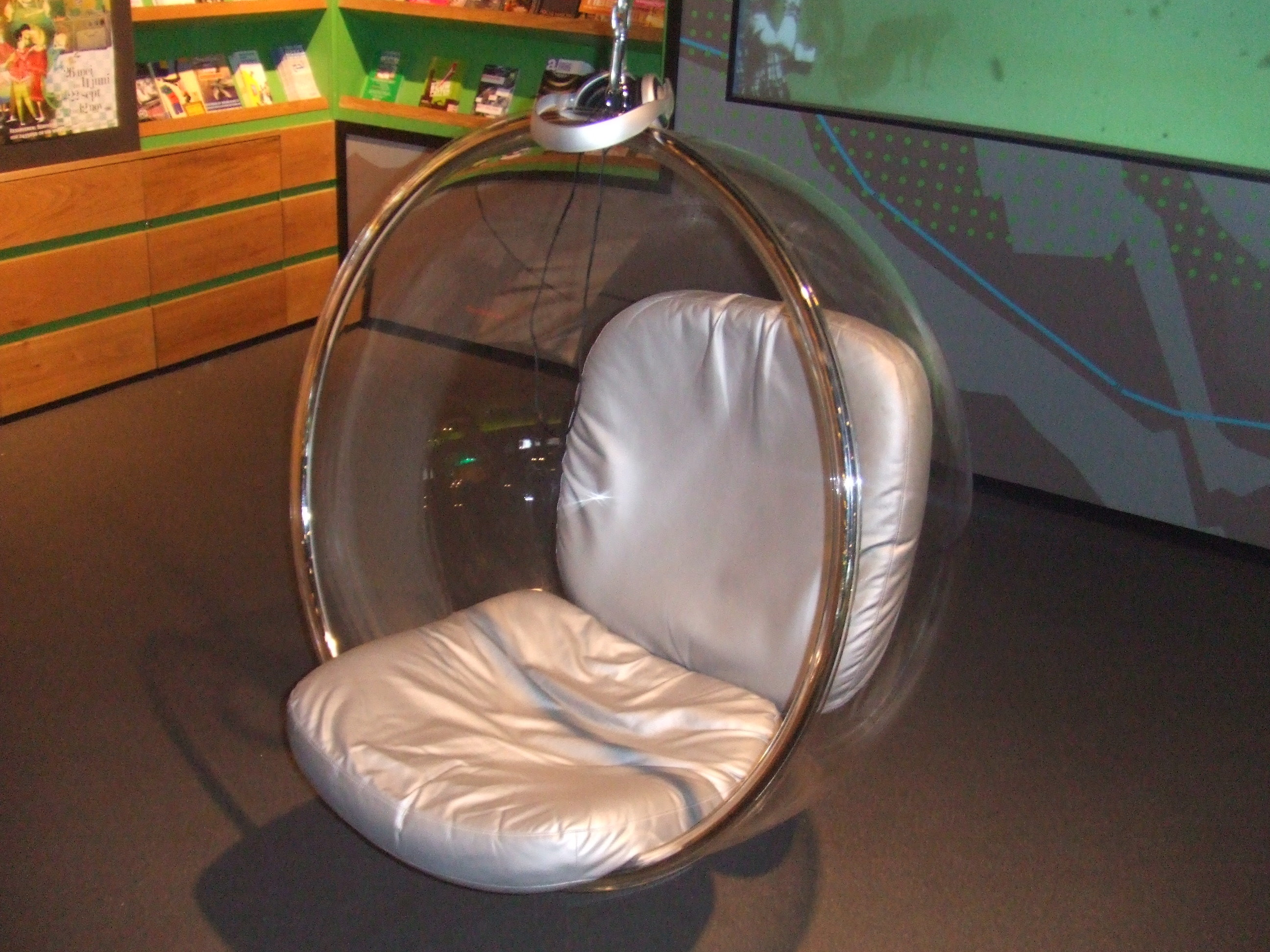
Bubble Chair (1968)

## Díjai, elismerései
- Finn Oroszlánrend
- Pro Finlandia-érem